# Васильковский, Владимир Сергеевич
Владимир Сергеевич Васильковский (16 июня 1921, Петроград — 13 мая 2002, Санкт-Петербург) — советский и российский архитектор и художник. Заслуженный художник РСФСР (1983). Построил ряд жилых зданий, несколько мостов.
Автор большого количества мемориальных сооружений.
В течение 40 лет преподавал в Ленинградском Высшем Художественно-промышленном Училище имени В. И. Мухиной, которое сейчас преобразовано в Санкт-Петербургскую государственную художественно-промышленную академию.

## Биографическая справка
Владимир Сергеевич Васильковский родился в Петрограде в 1921 году.
Отец — Сергей Владимирович Васильковский, известный ленинградский архитектор, впоследствии Лауреат Сталинской премии 1946 года, преподаватель ЛВХПУ имени В. И. Мухиной. Мать — Клавдия Ивановна (урожденная Савинова; 1893—1966), педагог, преподаватель русского языка и литературы; ученица Ю. Н. Тынянова.
С 1939 по 1949 год В. С. Васильковский учился на архитектурном факультете Института имени И. Е. Репина (мастерская профессора Е. А. Левинсона). В начале войны работал над маскировками зданий Ленинграда, в эвакуации (с марта 1942-го), совместно с отцом создал проект городка нефтяников в Казахстане.
В 1949—1960 годах работал в институте «ЛенНИИпроект». В группе специалистов занимался проектированием стадиона имени Кирова, (главный архитектор — А. С. Никольский), участвовал в проектировании жилых кварталов в Ленинграде, Пушкине и других городах Советского Союза.
В 1966 году защитил кандидатскую диссертацию на тему «Малые формы архитектуры на городской магистрали», выполненную под научным руководством И. И. Фомина
Автор проектов реконструкции и нового строительства нескольких мостов, в том числе Красногвардейского, Ушаковского, Каменноостровского, Египетского, Итальянского мостов, типовых уличных фонарей для Ленинграда и Санкт-Петербурга, Телевизионной башни и здания Телецентра.
С 1955 по 2000 год преподавал в ЛВХПУ имени В. И. Мухиной на кафедре художественной керамики и стекла. Педагогический метод художника основан на равноправном творческом диалоге учителя и ученика. В. С. Васильковский и его ученики были инициаторами выставок группы художников-керамистов «Одна композиция» (1976—1986).Также в 1990- х гг .преподавал в мастерской монументальной живописи на факультете живописи в Институте имени Репина.
Автор керамических и графических серий, книжных иллюстраций, памятников Н. А. Некрасову, Г. В. Старовойтовой (соавтор), надгробий И. И. Бродскому, летчику А. Т. Севастьянову, Д. С. Лихачеву (соавтор) и других монументов. Участвовал в создании путепровода Ушаковской развязки, Колонны-маяка в Парке 300-летия Санкт-Петербурга.
С начала 1970-х жил в Санкт-Петербурге на Наличной улице, дом 36.
Скончался в 2002 году. Похоронен на кладбище посёлка Комарово.

## Сооружения архитектора вСанкт-Петербурге
- Телевизионная башня (1953—1962 год);
- Английский мост, вместе с архитектором П. А. Арешевым и инженером А. А. Керликовым (1962—1963)[5];
- Египетский мост построили заново в 1954—1956 годах по проекту инженера В. В. Демченко и архитекторов П. А. Арешева и В. С. Васильковского.
- Итальянский мост, 1968 год, конструктивная часть: инженер А. Д. Гутцайт.
- Памятник на могиле Д. С. Лихачёва, 2000 год;
- Часовня во имя Иконы Божией Матери «Всецарица», (соавтор П. А. Арешев), 1954 год, реконструкция 2002 год.
- Памятник Галине Старовойтовой (соавтор Т. Н. Милорадович, скульптор — народный художник академик АХ России Г. Д. Ястребенецкий), памятник установлен в 2006 году[1];

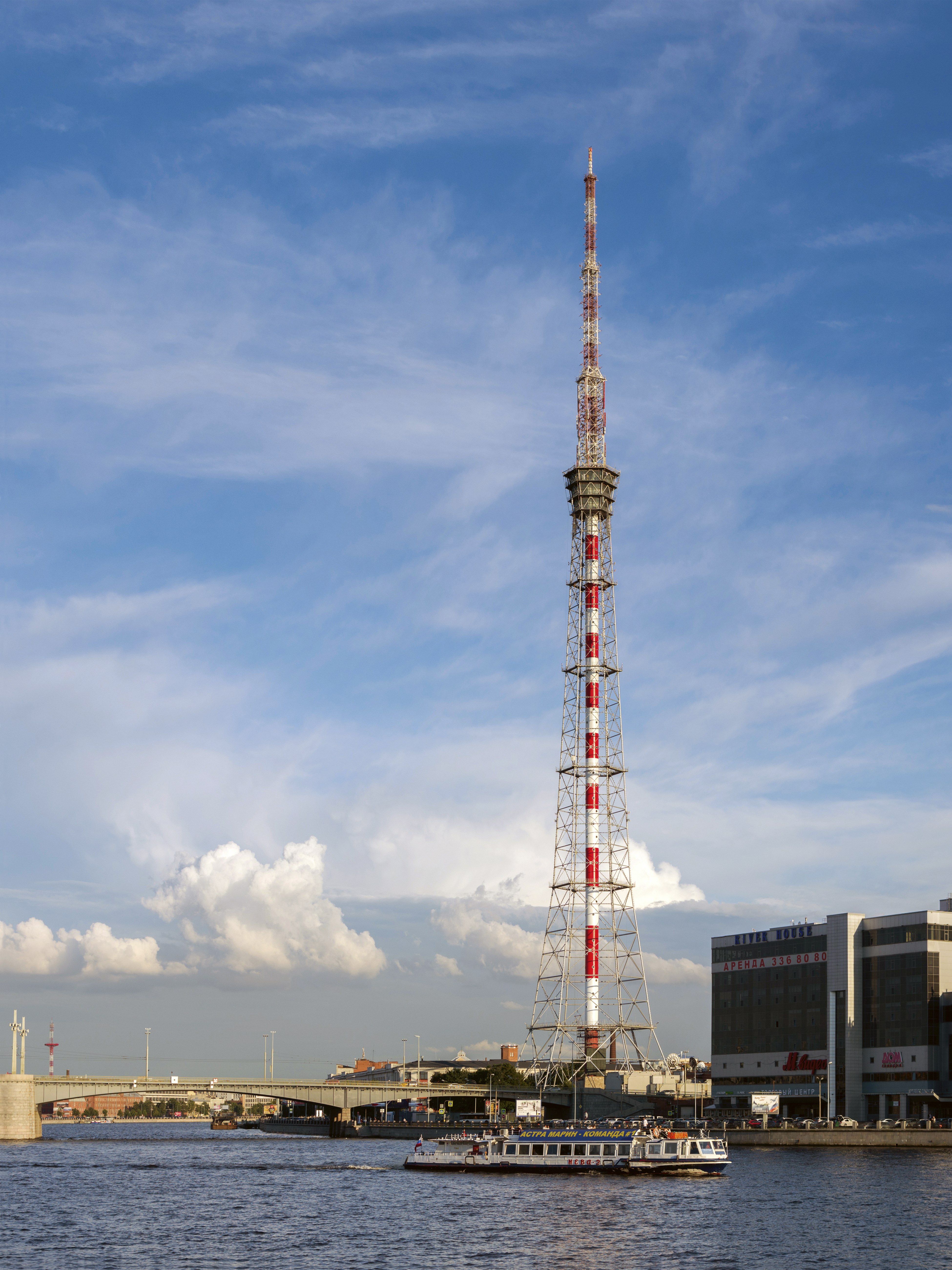
Телевизионная башня, архитектор В. С. Васильковский Санкт-Петербург (1953—1962 год)
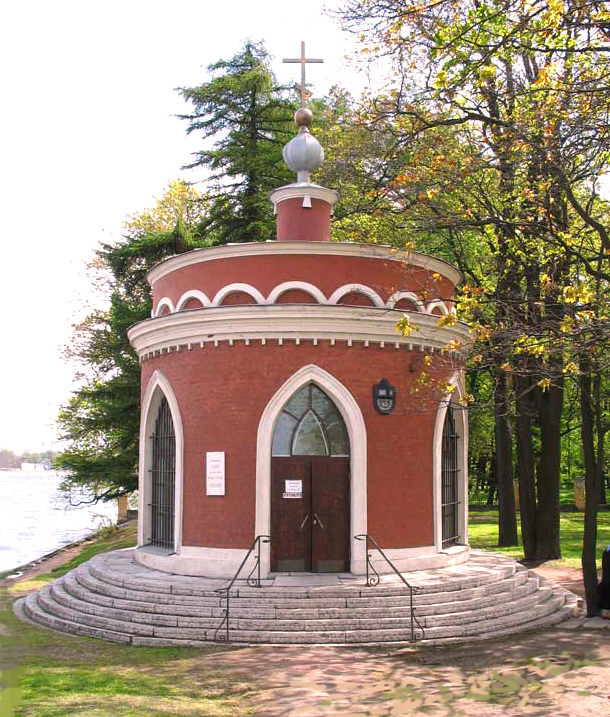
Часовня во имя Иконы Божией Матери «Всецарица», архитектор В. С. Васильковский
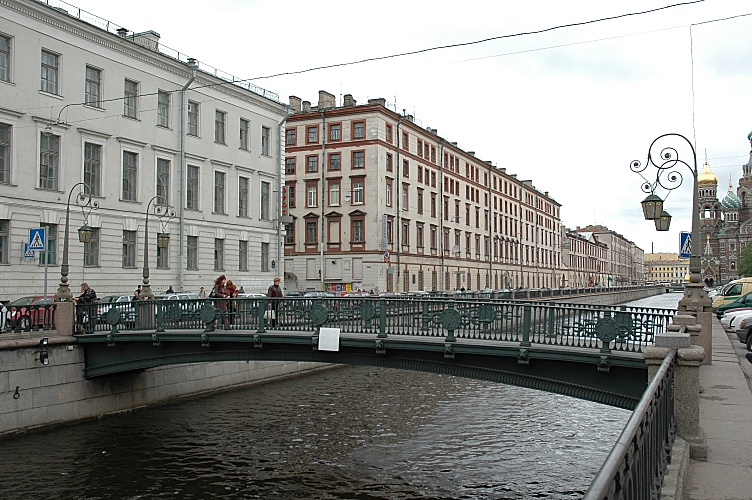
Итальянский мост, Канал Грибоедова, Санкт-Петербург архитектор В. С. Васильковский, инженер А. Д. Гутцайт, (1968 год)
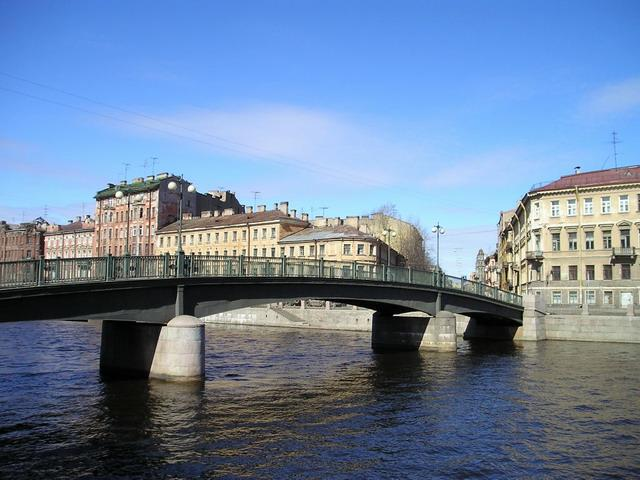
Английский мост, архитекторы П. А. Арешев и В. С. Васильковский (1962—1963 гг.)
Памятник Галине Старовойтовой в сквере Галины Старовойтовой (2006 год)

## Семья
Первая жена (1946) — Наталья Михайловна Захарьина (1927—1995) — архитектор, соавтор ранних конкурсных проектов, автор жилых кварталов в Ленинграде, Пушкине, Сестрорецке и Зеленогорске. Дочь — Екатерина (р. 1950).
Вторая жена (1961) — Татьяна Николаевна Милорадович (1929—2010) — архитектор, соавтор многих проектов В. С. Васильковского.